# Francesco Paolo Maria Di Salvia
Francesco Paolo Maria Di Salvia (Salerno, 1982) è uno scrittore italiano.

## Biografia
Nato a Salerno nel 1982, si è laureato in Arti e Scienze dello Spettacolo all'Università degli Studi di Roma "La Sapienza", discutendo una tesi su Dissipatio H. G. di Guido Morselli, per poi diplomarsi anche al Centro sperimentale di cinematografia. 
Di Salvia ha lavorato per molti anni nei reparti di produzione, sceneggiatura e regia di cinema e tv. Ha esordito dirigendo il cortometraggio Elezioni (2008), con protagonista Francesco Pannofino, per poi dirigere La cura (2011), con Marzia Tedeschi. Come sceneggiatore, nel 2011, ha scritto il film Balla con noi insieme a Massimiliano Bruno, Pier Paolo Piciarelli e Cinzia Bomoll, per la regia della stessa Cinzia Bomoll.
Dopo gli esordi nel racconto breve, che lo hanno visto vincere il XXXII Concorso Nazionale per il Racconto Sportivo del CONI e il Subway-Letteratura, entrambi nel 2002, Di Salvia ha esordito nella narrativa con il romanzo La circostanza (Marsilio) nel 2015. Il romanzo ha vinto la Menzione speciale alla XXVII edizione del Premio Calvino e il Premio Berto. Il libro è stato inserito sia nella Classifica di Qualità 2015 della «Lettura» del Corriere della Sera che nella Classifica di qualità narrativa 2000-2019 di L'indiscreto.

## Opere

### Romanzi
- La circostanza, Venezia, Marsilio, 2015, ISBN 978-88-317-2038-0, LCCN 2015449050.

### Racconti
- Diario probabile di certi strani accadimenti che di tanto in tanto..., Milano, Subway-Letteratura, 2002.

## Premi e riconoscimenti
- 2002 – Subway-Letteratura, con Diario probabile di certi strani accadimenti che di tanto in tanto...[4]
- 2002 – Concorso Nazionale per il racconto sportivo del CONI, con Leone Martini, terzino stagionale[5]
- 2014 – Premio Italo Calvino, con La circostanza (Menzione speciale)[6]
- 2015 – Premio Giuseppe Berto, con La circostanza[7]

## Filmografia parziale

### Regista

#### Cortometraggi
- Elezioni (2008)
- La cura (2011)

### Sceneggiatore

#### Lungometraggi
- Balla con noi, regia di Cinzia Bomoll (2011)

#### Cortometraggi
- Elezioni (2008)
- La cura (2011)